# Chaplin (filme)
Chaplin (bra/prt: Chaplin) é um filme franco-ítalo-nipo-britano-estadunidense de 1992, do gênero drama biográfico, produzido e dirigido por Richard Attenborough, com roteiro de William Boyd, Bryan Forbes, William Goldman e Diana Hawkins baseado na autobiografia de Charles Chaplin e no livro Chaplin: His Life and Art, de David Robinson.

## Premiações
| Prêmio             | Categoria                         | Recipiente                                         | Resultado |
| ------------------ | --------------------------------- | -------------------------------------------------- | --------- |
| Oscar 1993         | Melhor ator                       | Robert Downey Jr.                                  | Indicado  |
| Oscar 1993         | Melhor direção de arte            | Stuart Craig, Chris A. Butler                      | Indicado  |
| Oscar 1993         | Melhor trilha sonora              | John Barry                                         | Indicado  |
| Globo de Ouro 1993 | Melhor ator - drama               | Robert Downey Jr.                                  | Indicado  |
| Globo de Ouro 1993 | Melhor atriz coadjuvante          | Geraldine Chaplin                                  | Indicado  |
| Globo de Ouro 1993 | Melhor trilha sonora              | John Barry                                         | Indicado  |
| BAFTA 1993         | Melhor ator                       | Robert Downey Jr.                                  | Venceu    |
| BAFTA 1993         | Melhor design de produção         | Stuart Craig                                       | Indicado  |
| BAFTA 1993         | Melhor maquiagem e caracterização | Wally Schneiderman, Jill Rockow, John Caglione Jr. | Indicado  |
| BAFTA 1993         | Melhor figurino                   | John Mollo, Ellen Mirojnick                        | Indicado  |

## Elenco
- Robert Downey, Jr., como Charlie Chaplin
- Geraldine Chaplin como Hannah Chaplin
- Paul Rhys como Sydney Chaplin
- John Thaw como Fred Karno
- Moira Kelly como Hetty Kelly
- Anthony Hopkins como George Hayden
- Dan Aykroyd como Mack Sennett
- Marisa Tomei como Mabel Normand
- Penelope Ann Miller como Edna Purviance
- Kevin Kline como Douglas Fairbanks
- Matthew Cottle como Stan Laurel
- Maria Pitillo como Mary Pickford
- Milla Jovovich como Mildred Harris
- Kevin Dunn como J. Edgar Hoover
- Deborah Moore como Lita Grey
- Diane Lane como Paulette Goddard
- Nancy Travis como Joan Barry
- James Woods como Joseph Scott
- David Duchovny como Roland Totheroh

## Sinopse
O filme relata a vida de Charles Chaplin, um dos maiores gênios do cinema, desde a infância até o recebimento de um Óscar, e das inúmeras ligações amorosas aos problemas de ordem política, que o levaram a ser expulso dos Estados Unidos.
O filme é estruturado em torno de longos flashbacks como o idoso Charlie Chaplin (Robert Downey Jr.) (agora a viver na Suíça) relembrando momentos de sua vida durante uma conversa com personagem fictício George Hayden (Anthony Hopkins), o editor de sua autobiografia. Lembranças de Chaplin começam com sua infância de pobreza extrema, da qual ele foge, mergulhando no mundo das salas de música de Londres, depois se mudando para os Estados Unidos.
Há referências a alguns de seus muitos episódios românticos (incluindo Hetty Kelly, Mildred Harris, Georgia Hale, Marion Davies, Edna Purviance, Lita Grey, Paulette Goddard, Joan Barry e Oona O'Neill), sua colaboração profissional com Mack Sennett e amizade com Douglas Fairbanks.

## Recepção
O filme foi exaltado por seus altos valores de produção, porém muitos críticos consideraram Chaplin retratado de maneira excessivamente envernizada. Um crítico escreveu que o roteiro peca por querer abranger muitos aspectos da vida de Chaplin, que foi tão rica e variada que um filme seria pouco para retratá-la com justiça.

## Música
A trilha sonora de Chaplin foi lançado em 15 de dezembro de 1992.
| Lista de faixas |                                             |                |         |  |
| N.º             | Título                                      | Artista        | Duração |  |
| 1.              | "Chaplin - Título Principal"                | John Barry     | 3:06    |  |
| 2.              | "Early Days in London"                      | John Barry     | 4:18    |  |
| 3.              | "Charlie Proposes"                          | John Barry     | 3:01    |  |
| 4.              | "To California / The Cutting Room"          | John Barry     | 3:45    |  |
| 5.              | "Discovering the Tramp / The Wedding Chase" | John Barry     | 4:01    |  |
| 6.              | "Chaplin's Studio Opening"                  | John Barry     | 1:58    |  |
| 7.              | "Salt Lake City Episode"                    | John Barry     | 2:11    |  |
| 8.              | "The Roll Dance"                            | John Barry     | 2:34    |  |
| 9.              | "News of Hetty's Death / Smile"             | John Barry     | 3:42    |  |
| 10.             | "From London to L.A."                       | John Barry     | 3:21    |  |
| 11.             | "Joan Barry Trouble / Oona Arrives"         | John Barry     | 2:15    |  |
| 12.             | "Remembering Hetty"                         | John Barry     | 2:57    |  |
| 13.             | "Smile"                                     | John Barry     | 2:06    |  |
| 14.             | "The Roll Dance"                            | John Barry     | 1:47    |  |
| 15.             | "Chaplin - Título Principal / Smile"        | John Barry     | 4:46    |  |
| 16.             | "Smile (Performance de Robert Downey, Jr.)" | John Barry     | 3:38    |  |
| Duração total:  | Duração total:                              | Duração total: | 49:26   |  |

## Home media
O filme foi lançado em DVD em 1997. Uma edição de décimo quinto aniversário foi lançado pela Lions Gate Entertainment (que obteve os direitos de distribuição do filme no ínterim sob licença do detentor dos direitos de autor, StudioCanal) em 2008. A edição de aniversário contém extensivas entrevistas com os produtores, e incluiu vários minutos de home-cinema filmagens no iate do Chaplin. A caixa para este DVD equivocadamente lista tempo de execução do filme como 135 minutos (que é de 144 minutos, o mesmo que o do lançamento do cinema original).